# Церква Покрови Пресвятої Богородиці (Залісці)
Церква Покрови Пресвятої Богородиці в Залісцях — парафія і храм православної громади Шумського благочиння Тернопільської єпархії Православної церкви України в селі Залісцях Шумської громади Кременецького району Тернопільської области.
Оголошена пам'яткою архітектури місцевого значення (охоронний номер 1945).

## Історія церкви
У 1755 року власник Залісців князь Радзивіл збудував дерев'яну церкву на мурованому фундаменті. У ній були книги «Апостол» (XVII ст.), «Євангеліє» (Почаїв, 1755) і «Служебник» (Почаїв, 1765) та ікона Божої Матері з Немовлям (XVIII ст.), що збереглися донині. За заповітом князя Радзивіла в 1789 році, до церкви перейшла 41 десятина землі. На той час перебувала у власності Анни Могильницької.
Проте, маленька дерев'яна церква не могла вмістити всіх прихожан, тому в 1907 році на зборах прихожан було вирішено почати будову нового храму. 14 жовтня 1909 року храм освятили на честь Покрови Пресвятої Богородиці.
1946 року відбулася реконструкція.
22 листопада 1991 року зареєстровано статус православної громади.

### Перехід з УПЦ МП до ПЦУ
На зборах парафіян переважною більшістю голосів було прийнято рішення про перехід з московського патріархату до Православної церкви України.
28 червня 2022 року представники релігійної громади звернулися з проханням прийняти їх у лоно ПЦУ до Управління єпархії ПЦУ, і архієпископ Тернопільський і Кременецький Нестор задовольнив їхнє прохання.

## Парохи
- о. Василь Шліхта — нині.